# André Durand
André Durand (* 13. November 1912 in Neuilly-sur-Seine; † 7. März 2008) war ein Schweizer Delegierter für das Internationale Komitee vom Roten Kreuz (IKRK) und Autor mehrerer Veröffentlichungen zur Geschichte des IKRK.

## Leben
André Durand wurde 1912 im französischen Neuilly-sur-Seine als Sohn Schweizer Eltern geboren und studierte Mathematik an der Universität Genf. Er begann seine Tätigkeit für das Rote Kreuz 1942 während des Zweiten Weltkrieges in der Internationalen Zentralstelle für Kriegsgefangene des IKRK, in der er in der Abteilung für sonstige Zivilinternierte tätig war, deren Aufgabe die Aufklärung des Schicksals von staatenlosen Personen und von zivilen Opfern des Nationalsozialismus war. Nach dem Ende des Krieges war er kurzzeitig im Zentralsekretariat des Komitees und als Delegierter in Frankreich tätig. Während einer Mission für das Komitee in den Jahren 1948/1949 im Rahmen des Nahostkonflikts verlor er im Juli 1948 seinen rechten Arm infolge einer Schussverletzung. Nach einer erneuten Tätigkeit im IKRK-Hauptsitz in Genf ging er im Mai 1951 nach Hongkong. Er blieb bis 1970 für das Komitee in Asien tätig, wo er zunächst als Delegierter in Indochina, später als Leiter der IKRK-Spezialmission in Japan sowie von 1962 bis 1970 als leitender Delegierter für ganz Asien fungierte und zeitweise der einzige Repräsentant des Komitees in der Region war. Während dieser Zeit besuchte er dort mehrfach unter schwierigen Bedingungen Kriegsgefangene in verschiedenen Ländern.
Nach dem Ende seines aktiven Wirkens für das IKRK wandte er sich der historischen Forschung zu. Für ein von Pierre Boissier begründetes und mittlerweile vierbändiges Standardwerk zur Geschichte des IKRK veröffentlichte er 1978 den zweiten Band, der das Wirken des Komitees in der Zeit von 1914 bis 1945 dokumentiert und in Englisch, Französisch und Spanisch erschien. Darüber hinaus verfasste er eine Reihe von Artikeln über die Entstehung des Roten Kreuzes und seiner Grundsätze sowie über die Historie der Friedensbewegung. Ein unvollendetes Manuskript einer Biografie über Gustave Moynier, den Mitbegründer und langjährigen Präsidenten des IKRK, überliess er aus gesundheitlichen Gründen dem Genfer Historiker Jean de Senarclens, der sie im Jahr 2000 in überarbeiteter Form veröffentlichte.
André Durand erhielt 1962 die Silbermedaille des IKRK, 1968 die Goldmedaille des Japanischen Roten Kreuzes sowie 2003 die Henry-Dunant-Medaille, die höchste Auszeichnung der Internationalen Rotkreuz- und Rothalbmond-Bewegung. Er starb im März 2008.

## Werke
Bücher
- Le Miroir d’Amaterasu. Genf 1969 (Gedichtband)
- Histoire du Comité international de la Croix-Rouge. De Sarajevo à Hiroshima. Genf 1978
- Le Comité international de la Croix-Rouge. Lausanne 1980
- Gustave Moynier: le bâtisseur. Unvollendetes Manuskript. Überarbeitet und veröffentlicht von Jean de Senarclens, Genf 2000

Artikel
- Gustave Moynier and the Peace Societies. In: International Review of the Red Cross. 314/1996. IKRK, S. 532–550, ISSN 1560-7755
- The International Committee of the Red Cross at the Time of the First Hague Peace Conference (1899). In: International Review of the Red Cross. 834/1999. IKRK, S. 353–364, ISSN 1560-7755
- The First Nobel Prize (1901) Henry Dunant, Gustave Moynier and the International Committee of the Red Cross as Candidates. In: International Review of the Red Cross. 842/2001. IKRK, S. 275–285, ISSN 1560-7755